# Smithsburg
Smithsburg és una població dels Estats Units a l'estat de Maryland. Segons el cens del 2000 tenia 2.146 habitants.

## Demografia
Segons el cens del 2000, Smithsburg tenia 2.146 habitants, 728 habitatges, i 561 famílies. La densitat de població era de 910,5 habitants per km².
Dels 728 habitatges en un 52,9% hi vivien nens de menys de 18 anys, en un 60,3% hi vivien parelles casades, en un 13,2% dones solteres, i en un 22,9% no eren unitats familiars. En el 18,8% dels habitatges hi vivien persones soles el 6,9% de les quals corresponia a persones de 65 anys o més que vivien soles. El nombre mitjà de persones vivint en cada habitatge era de 2,95 i el nombre mitjà de persones que vivien en cada família era de 3,4.
Per edats la població es repartia de la següent manera: un 35,8% tenia menys de 18 anys, un 6,8% entre 18 i 24, un 36,2% entre 25 i 44, un 14,9% de 45 a 60 i un 6,4% 65 anys o més.
L'edat mediana era de 31 anys. Per cada 100 dones de 18 o més anys hi havia 91,1 homes.
La renda mediana per habitatge era de 50.795 $ i la renda mediana per família de 58.958 $. Els homes tenien una renda mediana de 41.700 $ mentre que les dones 26.207 $. La renda per capita de la població era de 18.373 $. Entorn del 6,8% de les famílies i el 7,7% de la població estaven per davall del llindar de pobresa.

## Poblacions més properes
El següent diagrama mostra les poblacions més properes.